# لافي ألين
لافي ألين (بالإنجليزية: Lavoy Allen)‏ مواليد 4 فبراير 1989، هو لاعب كرة سلة أمريكي يلعب مع فريق إنديانا بايسرز في الرابطة الوطنية لكرة السلة ويحمل الرقم 5. يبلغ طوله 6 قدم 9 بوصة (2.1 م).

## فرق لعب لها
- فيلادلفيا سفنتي سيكسرز
- إنديانا بايسرز

## روابط خارجية
- لافي ألين على موقع إن بي أي (الإنجليزية)
- لافي ألين على موقع سبورتس رفرنس (الإنجليزية)
- لافي ألين على موقع كرة السلة الأوروبية.كوم (الإنجليزية)
- لافي ألين على موقع إي إس بي إن.كوم (الإنجليزية)
- لافي ألين على موقع كلية كرة السلة في سبورتس رفرنس.كوم (الإنجليزية)
- لافي ألين على موقع ريلجم (الإنجليزية)
- لافي ألين على موقع بروبوليرز (الإنجليزية)
- لافي ألين على موقع سبورتس رفرنس (الإنجليزية)
- لافي ألين على موقع سبورتس رفرنس (الإنجليزية)